# Майртуп
Майртуп (чечен. Майртуп — «стан храбрых») — село в Курчалоевском районе Чеченской Республики. Административный центр Майртупского сельского поселения.

## География
Село расположено на левом берегу реки Гумс, у впадения в неё реки Искарг, к востоку от районного центра — Курчалой, от которого отделено рекой Хунга и в 42 км к юго-востоку от города Грозный.
Ближайшие населённые пункты: на западе — город Курчалой, на северо-западе — село Иласхан-Юрт, на северо-востоке — село Бачи-Юрт, на юго-востоке — село Джигурты и на юге — село Хиди-Хутор.

## История

### В древности
При раскопках в селении обнаружена пряжка «типа Исти-су» периода Кобанской культуры, учёные датируют её VI—V веками до нашей эры. На территории восточной части Чечни имеется группа из 9 катакомбных могильников, среди которых могильник данного селения, датируемый V—VIII веками.

### Средневековье
По народным преданиям село Майртуп является одним из первых сёл, основанных на равнине Чечни. Также первый чеченский историк и этнограф Умалат Лаудаев в своей работе «Чеченское племя», изданной в Тифлисе в 1872 году, пишет: «Древнейшим аулом на плоскости считается Чечен-аул. Затем явились и другие аулы — Герменчик, Майртуп, Гехи и проч.»

### XIX век
В русских письменных документах Майртуп начинает упоминаться с начала XIX века. 1819 год — карательная экспедиция генерала Ермолова в аулы Большой Чечен, Шали, Герменчук, Автуры, Гельдиген, Майртуп.
В 1818—1826 годах Майртуп стал центром восстания под руководством местного жителя Бейбулата Таймиева. Также Майртуп становится общественно-политическим центром, где созывается «Мехк-кхел» (Совет страны).
24 мая 1821 года произошло объявление на общенациональном съезде в Майртупской мечети Магомеда Майртупского — духовным вождём Чечни.
25 май 1825 года в селе собирался Общечеченский съезд. Состоялось избрание на съезде имамом Чечни Магомы Кудуклинского (из Дагестана), сподвижника Магомета Ярагского.
25 июля 1825 года в селе собирался Второй Общечеченский съезд. Тогда случился раскол среди участников восстания.
В 1834 году на очередном Общечеченском съезде в селе Майртуп Ташав-Хаджи был избран лидером Чечни, в качестве имама.
Во время Кавказской войны село не раз подвергалось разорению. В ноябре 1840 года генерал Граббе организовал поход в Большую Чечню и разорил аулы Майртуп и Аки-Юрт. В этом походе принимал участие поручик Тенгинского пехотного полка Михаил Лермонтов.

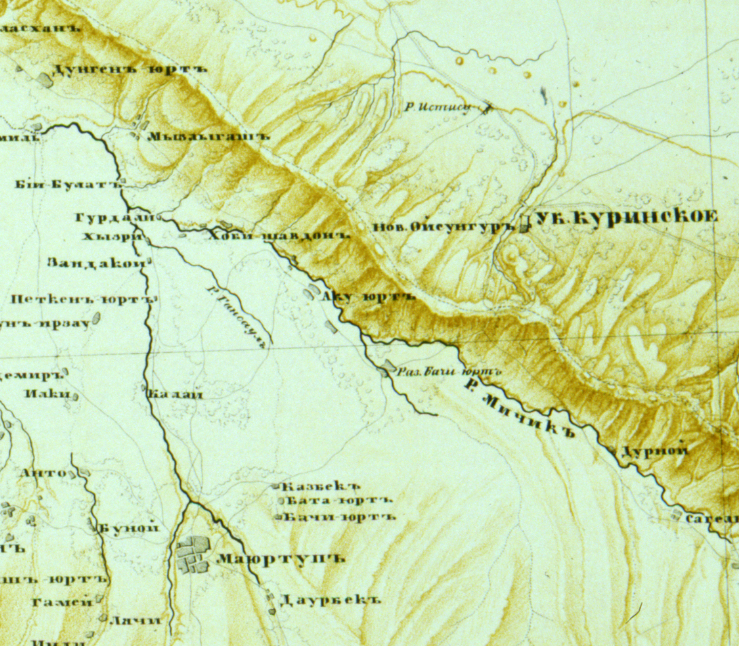
Майртуп на карте 1847/48 годов.

После окончания Кавказской войны, в рамках политики царских властей по укрупнению сёл, хутора вокруг села Майртуп были ликвидированы, а население переселено в Майртуп.
В 1877 году во время восстания Алибек-хаджи первое крупное сражение было у северной окраины Майртупа, село было частично разрушено.

### XX век
В период с 1944 по 1958 года, в период выселения чеченцев и упразднения Чечено-Ингушской АССР, село носило название — Сулебкент, входило в состав Шурагатского района Дагестанской АССР и было заселено даргинцами из села Сулевкент. После возвращения чеченцев из депортации в 1957 году даргинцы были поселены в Хасав-Юртовском районе.

## Население
| 1990    | 2002    | 2010    | 2012    | 2013    | 2014    | 2015    |
| ------- | ------- | ------- | ------- | ------- | ------- | ------- |
| 4732    | ↗10 754 | ↗11 838 | ↗12 093 | ↗12 331 | ↗12 558 | ↗12 815 |
| 2016    | 2017    | 2018    | 2019    | 2020    | 2021    | 2023    |
| ↗12 962 | ↗13 139 | ↗13 395 | ↗13 589 | ↗13 824 | ↘11 886 | ↗12 223 |
| 2024    |         |         |         |         |         |         |
| ↗12 500 |         |         |         |         |         |         |

Национальный состав
По данным Всероссийской переписи населения 2023 года:
| Народ   | Численность, чел. | Доля от всего населения, % |
| ------- | ----------------- | -------------------------- |
| чеченцы | 12455             | 100 %                      |
| всего   | 12455             | 100,00 %                   |

## Религия
- 20 ноября 2020 года в селе открыта соборная джума-мечеть им. Тамерлана Мусаева.

## Тайпы
Тейповый состав села:
- Ялхой
- Бийтрой
- Аккий
- Ширдой
- Цонтарой
- Хорочой
- Гуной
- Шоной
- Чартой
- Курчалой
- Таркхой
- Зандакхой
- Дишной
- Беной
- Билтой
- Гордалой
- Энакалой
- Келой
- Хой
- Гендаргной
- Андий
- Мелардой
- Аллерой

## Галерея

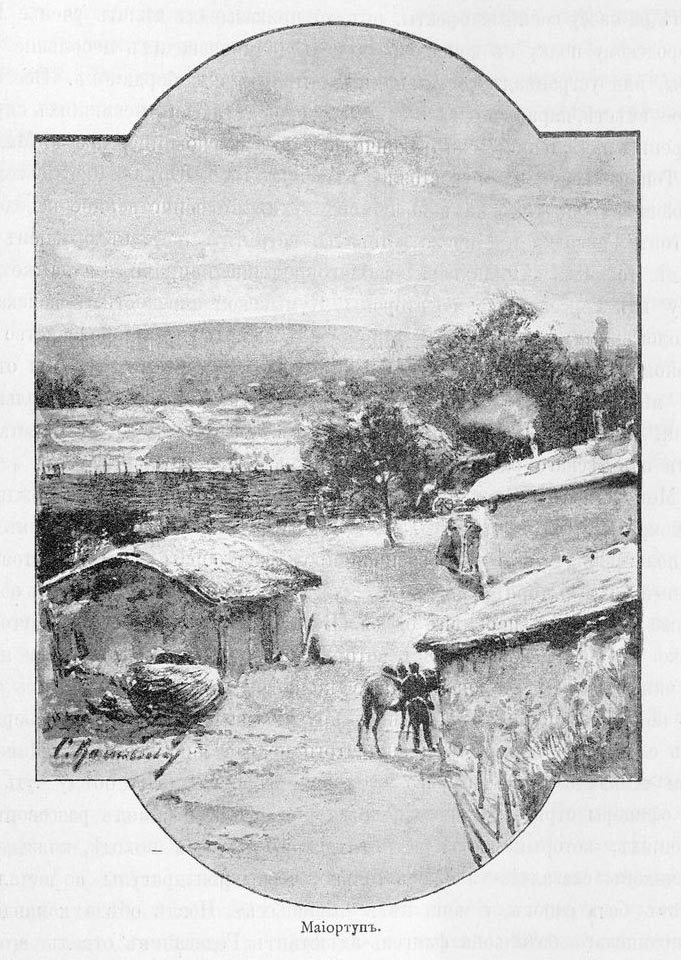
Селение Майртуп XIX век
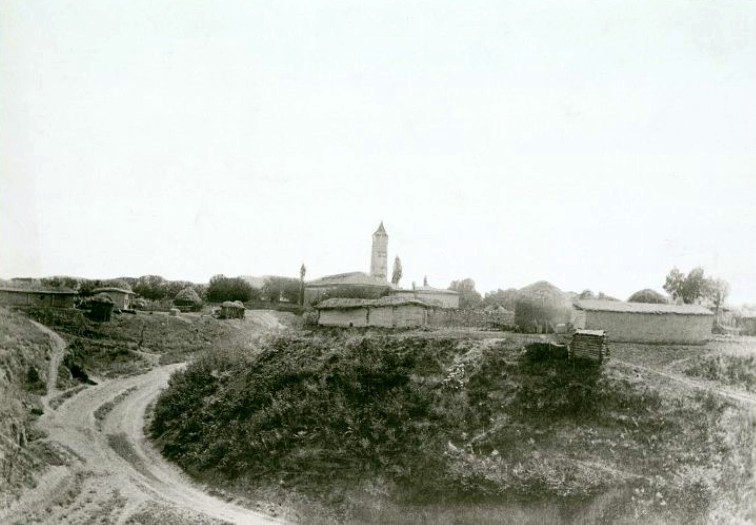
Общий вид аула Майртуп. 1880-е - начало 1890-х г.
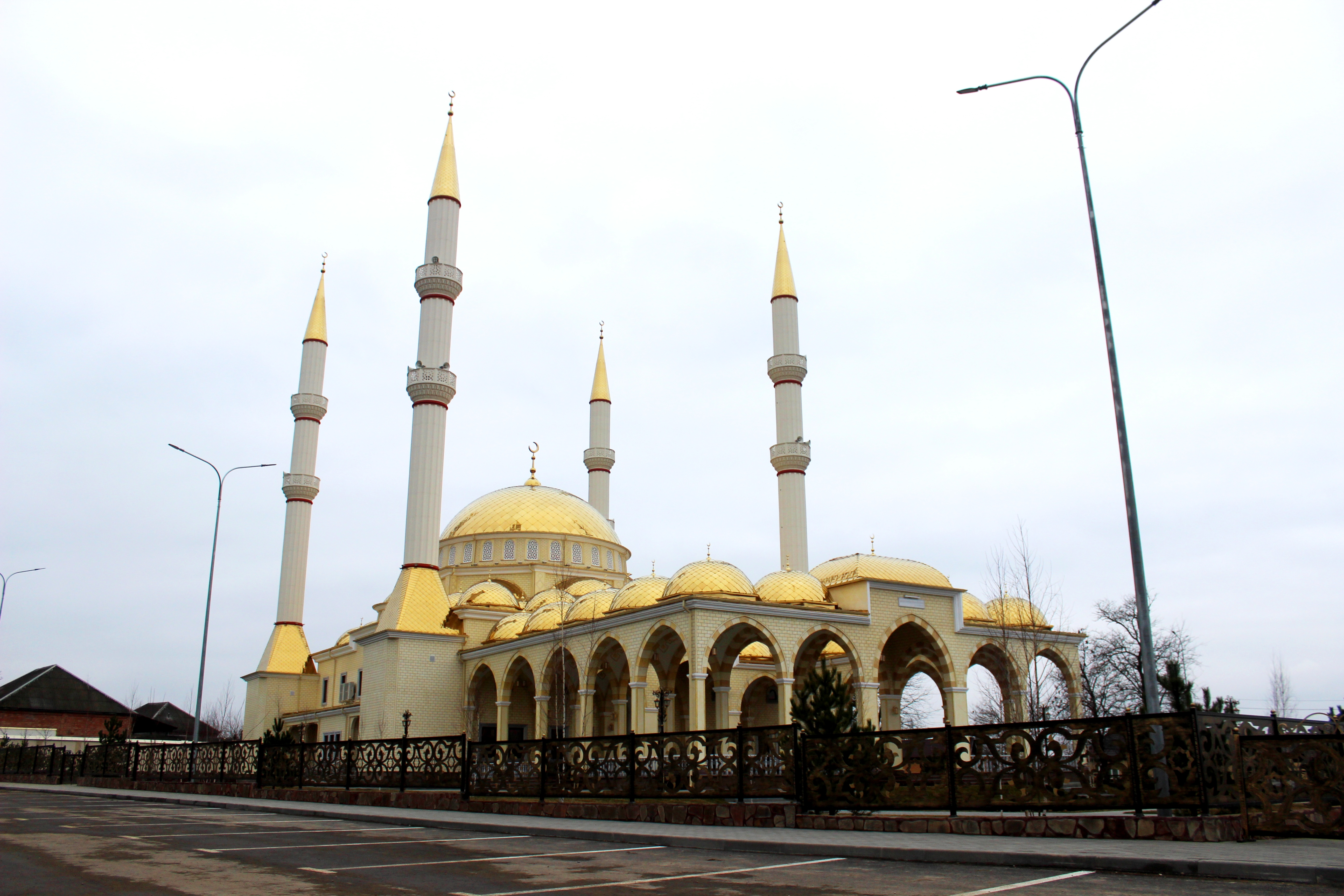
Соборная мечеть
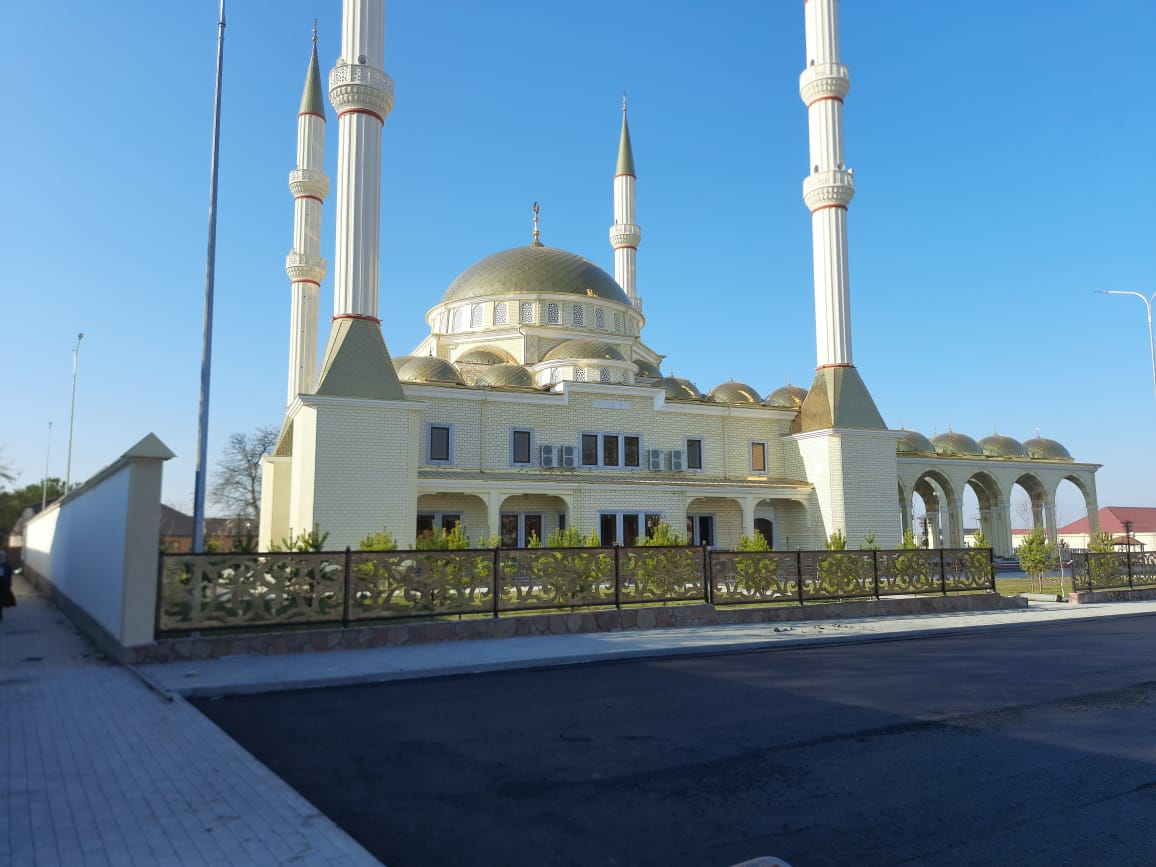
Общий вид
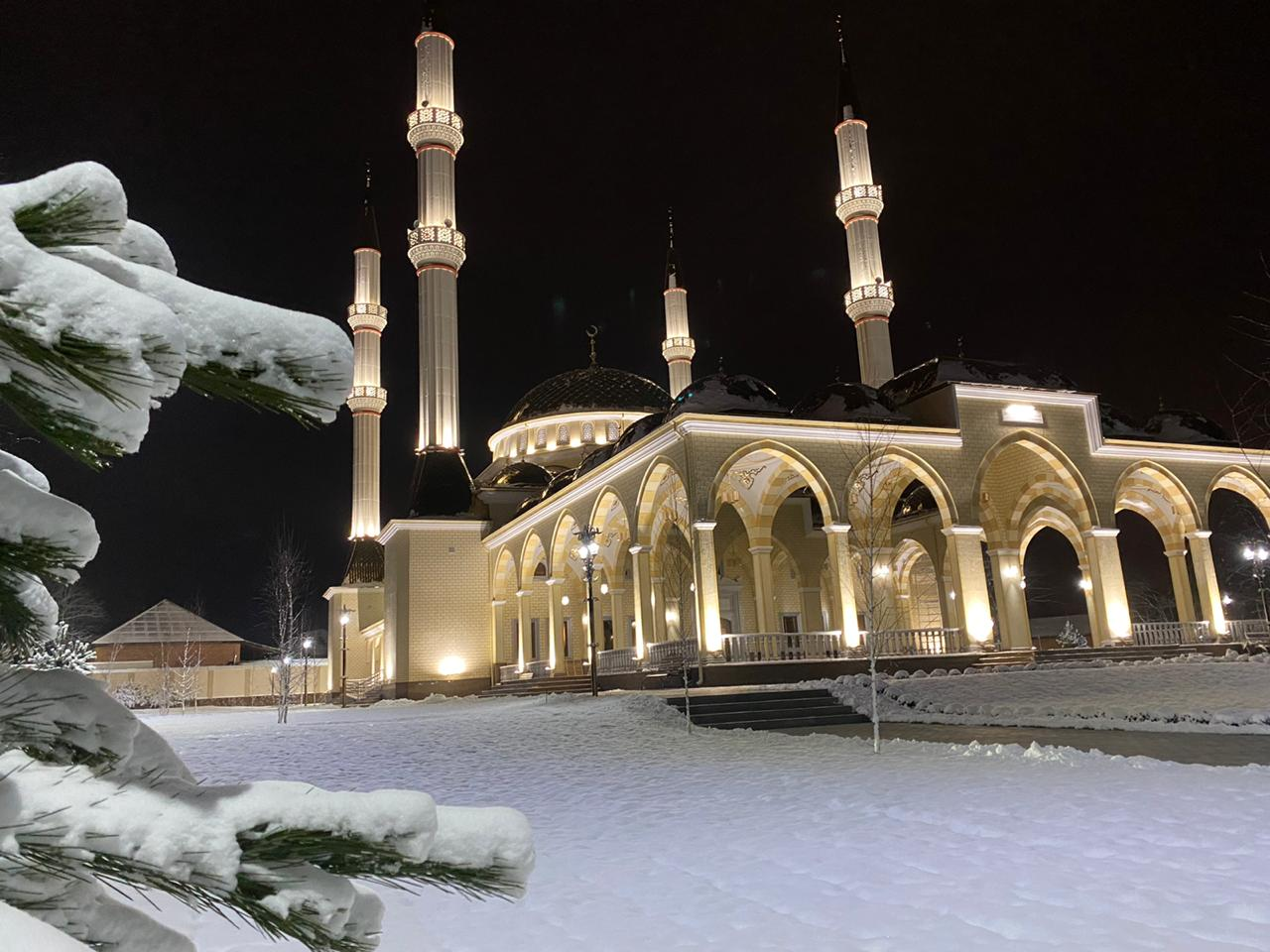
Подсветка здания
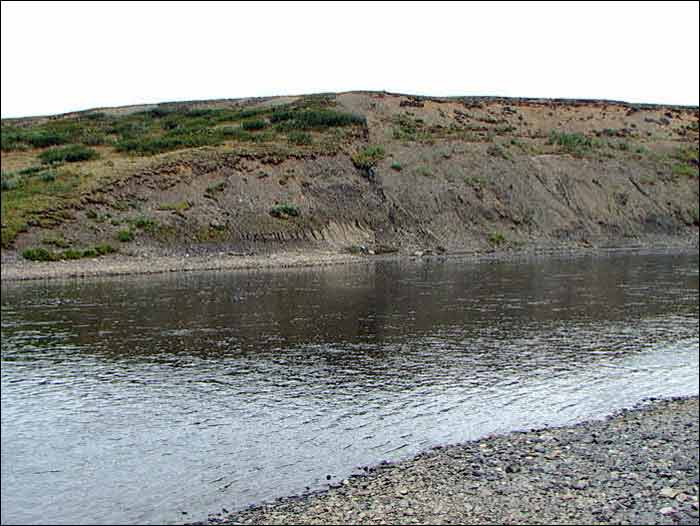
Река Искарг
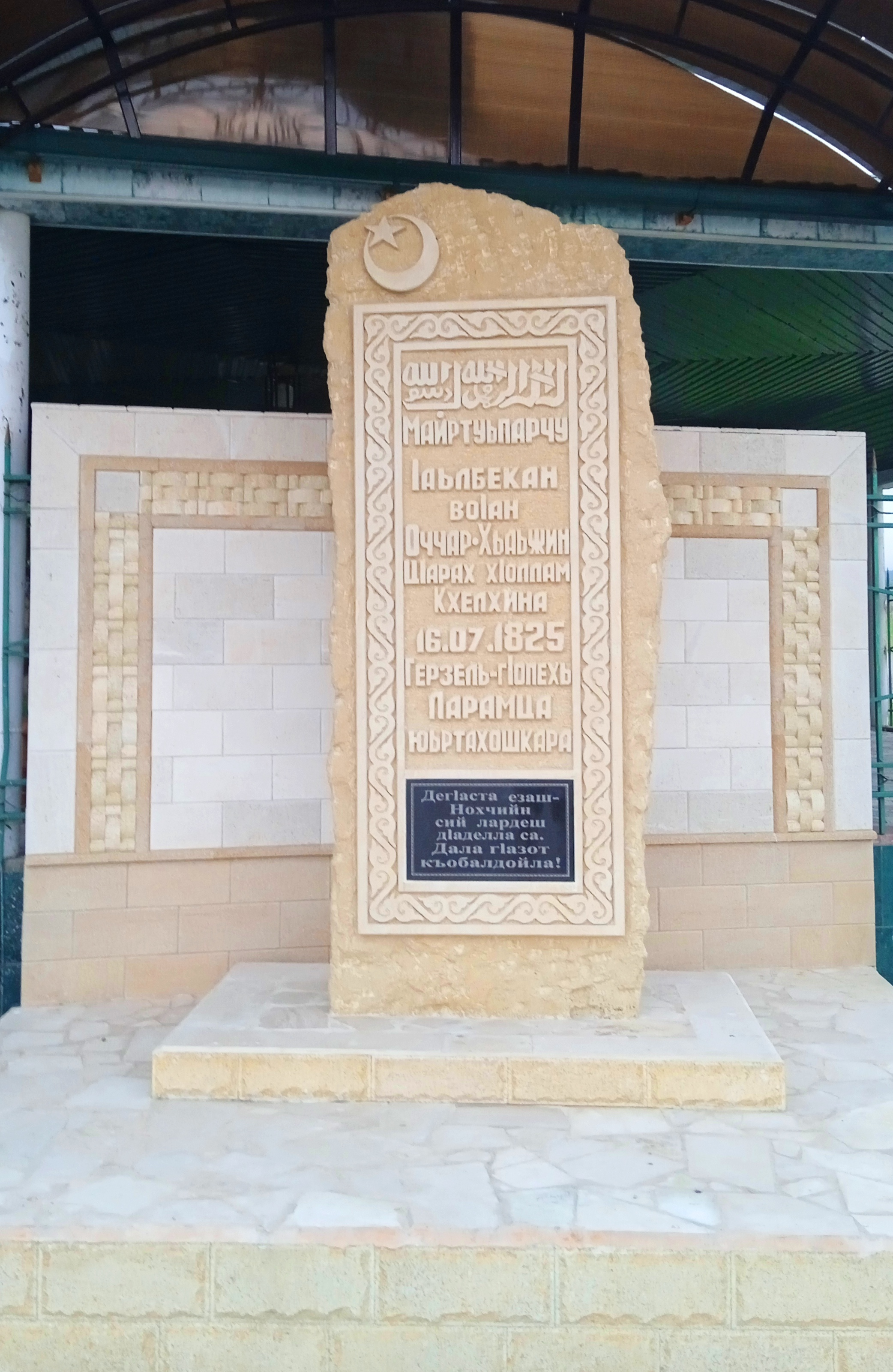
Памятник Оччар-Хаджи на его родовом кладбище в Майртуп. Надпись на камне гласит: Погибшему Оччар-Хаджи  16. 07. 1825 года в крепости Герзель-Аул. Памятник (чурт) установлен односельчанами.
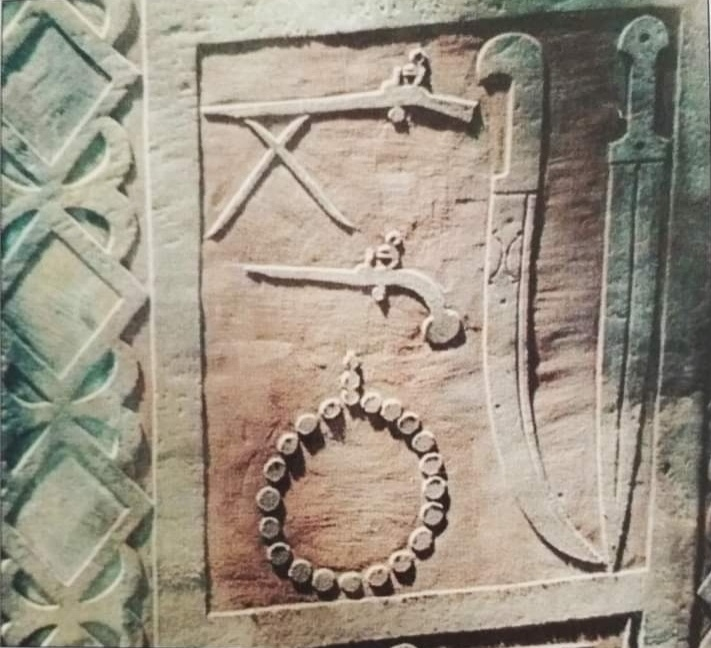